# Desamor (álbum)
Desamor es el título del segundo trabajo discográfico, perteneciente a la banda de pop rock y punk argentino Charlie 3. Este álbum sería en si, el quinto material de estudio de Charlie Brown (nombre original de la banda antes de renombrase con su actual nombre en el año 2002); por lo que es considerado, su segundo material de estudio. Gracias a la repercusión que tuvieron las canciones «Como un viento» y «1000 estrellas»; ganaron un Premio MTV, como revelación al mejor grupo de rock independiente en 2006.
La placa discográfica, fue grabada en los estudios Del Parral, entre los meses de junio y en los estudios Murray, en julio de 2005.

## Lista de canciones
| N.º | Título            | Duración |  |
| 1.  | «Un buen día»     | 02:11    |  |
| 2.  | «No estas solo»   | 02:46    |  |
| 3.  | «1000 estrellas»  | 04:16    |  |
| 4.  | «Río»             | 02:54    |  |
| 5.  | «Escondidos»      | 03:41    |  |
| 6.  | «Como un viento»  | 02:53    |  |
| 7.  | «Sin patrón»      | 03:18    |  |
| 8.  | «La gente pájaro» | 04:21    |  |
| 9.  | «Basta para mi»   | 04:09    |  |
| 10. | «Tesoro»          | 04:03    |  |
| 11. | «Vibras»          | 03:19    |  |
| 12. | «Mi dinero»       | 03:53    |  |

## Créditos
- Esteban Zunzunegui: bajo y voz
- Martín Dócimo: guitarra
- Pablo Florio: batería